# Skarpnåtö

Skarpnåtö är en by i Hammarland på Åland. Byn har 21 invånare (2017). Sedan 1982 trafikerar sommartid en cykelfärja mellan Skarpnåtö och Geta. Vandringsleden 'Sadelinleden' går genom byn, leden passerar även ett utsiktstorn med fin utsikt . 
TV-serien Stormskärs-Maja som sändes 1976 spelades till stor del in på Södergårds i Skarpnåtö. TV-seriens popularitet ledde till att många ville besöka gården som gjordes till hembygdsmuseum. Repriseringar av serien har följts av ökade besöksantal på gården. År 2023 spelades även delar av den nya Stormskärs-Maja filmen in på Södergårds. 

## Historia
På 1800-talet bedrevs varvsverksamhet i Skarpnåtö som hade nära förbindelser med skepbyggarsocknen Geta. Här byggdes 1864 briggen Methodius, 1874 skonerten Siloni och 1892 barken Vega.

## Befolkningsutveckling
| Befolkningsutvecklingen i Skarpnåtö 2000–2015 | Befolkningsutvecklingen i Skarpnåtö 2000–2015 | Befolkningsutvecklingen i Skarpnåtö 2000–2015 | Befolkningsutvecklingen i Skarpnåtö 2000–2015 | Befolkningsutvecklingen i Skarpnåtö 2000–2015 |
| --------------------------------------------- | --------------------------------------------- | --------------------------------------------- | --------------------------------------------- | --------------------------------------------- |
|                                               |                                               |                                               |                                               |                                               |
| År                                            |                                               |                                               | Folkmängd                                     |                                               |
| 2000                                          | 2000                                          |                                               | 26                                            |                                               |
| 2005                                          | 2005                                          |                                               | 30                                            |                                               |
| 2010                                          | 2010                                          |                                               | 25                                            |                                               |
| 2015                                          | 2015                                          |                                               | 21                                            |                                               |